# 希臘地理區域
希臘地理區域 （希臘語：γεωγραφικά διαμερίσματα）是希臘主要的历史地理区域，在1987年以前也是正式的行政区划单位。尽管现今的第一级行政区划单位被希腊大区取代，且部分大区跟地理区域是相同的，这九个传统地理区域（6个在大陆，3个在群岛上）还是经常在非官方场景和日常生活中提及。
2011年时，希腊的正式行政区划由13个大区组成，9个在大陆，4个在群岛上。这些大区再下分为74个专区，及再下分为325个市镇。之前曾有54个州的行政区划，这些州份大致相当于现在的专区。

## 列表
| 1. 色雷斯 2. 馬其頓 3. 色薩利 4. 伊庇魯斯 5. 中希臘 1. 阿提卡 6. 伯罗奔尼撒 7. 愛琴海群島 8. 伊奧尼亞群島 9. 克里特 | Map showing Regions of Greece |